# Сан Готардо (Леко)
Сан Готардо је насеље у Италији у округу Леко, региону Ломбардија.
Према процени из 2011. у насељу је живело 464 становника. Насеље се налази на надморској висини од 408 м.